# Pelophylax plancyi
Pelophylax plancyi es un anfibio anuro de la familia Ranidae. Está relacionada con Pelophylax chosenicus. P. fukienensis se pensó que era una subespecie de  P. plancyi.

## Distribución
Es un endemismo del este de China. Se la puede encontrar desde el nivel del mar hasta 1200 m en las provincias Liaoning, Hebei, Shandong, Henan, Shanxi,  Anhui,  Jiangsu y Zhejiang. Su presencia es incierta en Corea del Norte.

## Publicación original
- Lataste, 1880 : Batraciens et reptiles recueillis en Chine par M. V. Collin de Plancy. Bulletin de la Société Zoologique de France, vol. 5, p. 61-69.

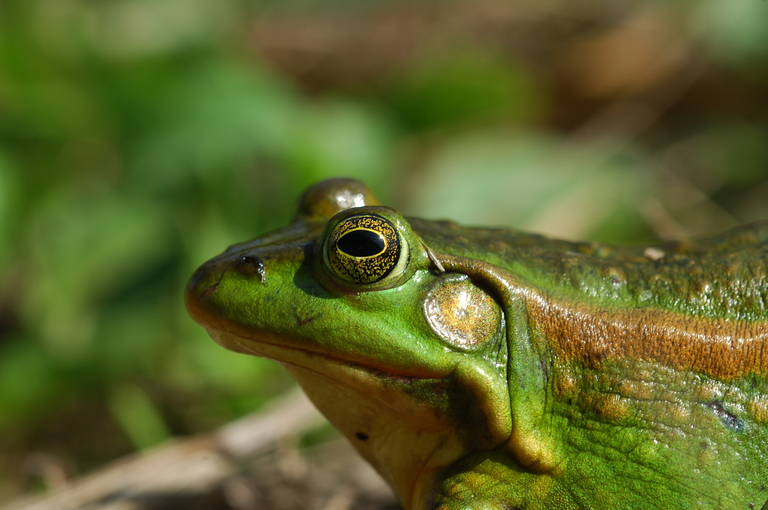
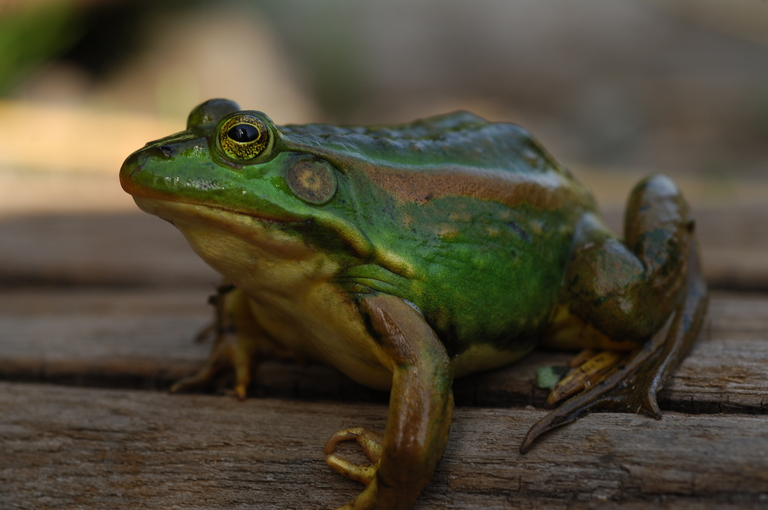
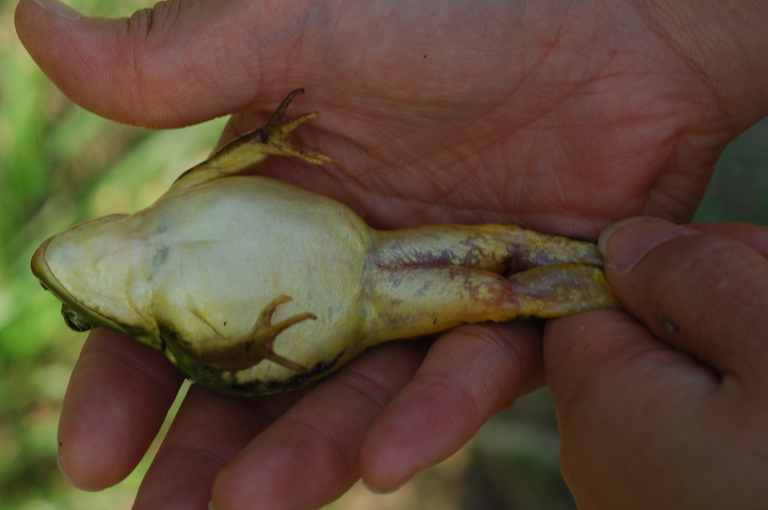
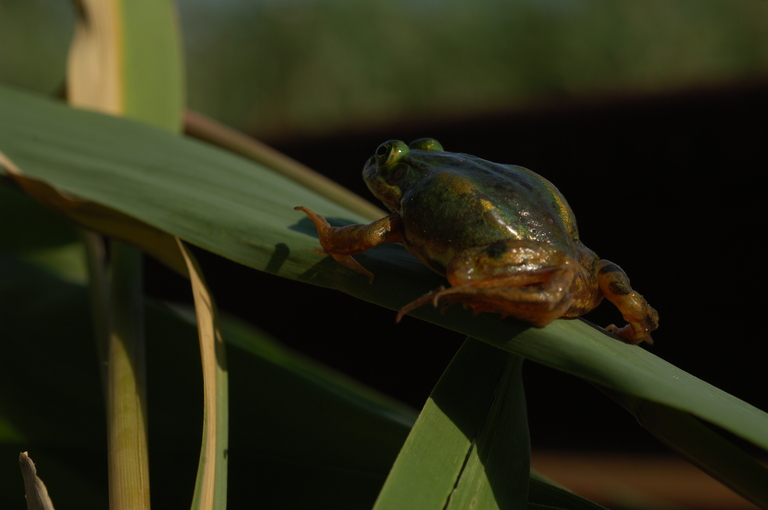